# Thomas Pfeiffer (Jurist, 1940)
Thomas Iver Pfeiffer (* 14. Oktober 1940 in Kronshagen; † 7. April 2025) war ein deutscher Rechtswissenschaftler und Richter. Er war von 1991 bis 1993 Richter am Bundesfinanzhof, von 1993 bis 2005 Präsident des Sächsischen Finanzgerichts und von 1995 bis 2005 zudem auch Präsident des Verfassungsgerichtshofes des Freistaates Sachsen. Außerdem lehrte Pfeiffer Rechtswissenschaften an der Syddansk Universitet und der Universität Leipzig.

## Leben und Wirken
Pfeiffer studierte nach dem Ablegen des Abiturs an der Christian-Albrechts-Universität zu Kiel Rechtswissenschaften und legte beide juristischen Staatsexaminen ab. Am 10. April 1970 wurde er mit der verfassungsgeschichtlichen Dissertation Der Entwurf eines Statuts für das Kommunalwesen der Stadt Kiel aus den Jahren 1832-1834 an der Rechts- und staatswissenschaftlichen Fakultät der CAU promoviert und trat im selben Jahre als Richter in den Justizdienst ein. 
Pfeiffer war anfänglich am Amtsgericht Burg auf Fehmarn tätig; danach wirkte er am Landgericht Kiel sowie als Familienrichter am Amtsgericht Kiel. Im Jahre 1979 erfolgte seine Abordnung an das Schleswig-Holsteinische Finanzgericht. 1987 übernahm Thomas Pfeiffer einen Lehrauftrag für Römisches Recht und Europäisches Wirtschaftsrecht an der Syddansk Universitet. 1991 wurde Pfeiffer zum Richter am Bundesfinanzhof gewählt, dieses Amt übte er bis zum 31. Mai 1993 aus.
Am 1. Juni 1993 trat Thomas Pfeiffer sein Amt als Präsident des neu errichteten Sächsischen Finanzgerichts in Leipzig an. Zugleich war Pfeiffer vom 17. November 1995 bis 16. November 2004 auch Präsident des Verfassungsgerichtshofes des Freistaates Sachsen, wobei er die Amtsgeschäfte noch bis zur Wahl seines Nachfolgers Klaus Budewig im Jahre 2005 weiterführte. Am 31. Mai 2005 wurde er pensioniert.
Im April 2004 wurde Pfeiffer zum Honorarprofessor an der Universität Leipzig berufen. Er verfasste zudem Beiträge zum Schleswig-holsteinischen biographischen Lexikon.
Pfeiffer verstarb am 7. April 2025 im Alter von 84 Jahren.

## Auszeichnungen
- 10. Januar 2005: Sächsischer Verdienstorden[2]
- 4. September 2006: Sächsische Verfassungsmedaille[4]

## Publikationen
- Der Entwurf eines Statuts für das Kommunalwesen der Stadt Kiel aus den Jahren 1832–1834 – Ein Beitrag zur Verfassungsgeschichte der Stadt Kiel (Diss.), Universität Kiel 1970
- Mein Goethe – der Lizenziat der Rechte, in: Jahresgabe der Goethe-Gesellschaft Kiel, Kiel 2008